# Sphenarches anisodactylus
Sphenarches anisodactylus är en fjärilsart som beskrevs av Walker 1864. Sphenarches anisodactylus ingår i släktet Sphenarches och familjen fjädermott. Inga underarter finns listade i Catalogue of Life.

## Bildgalleri

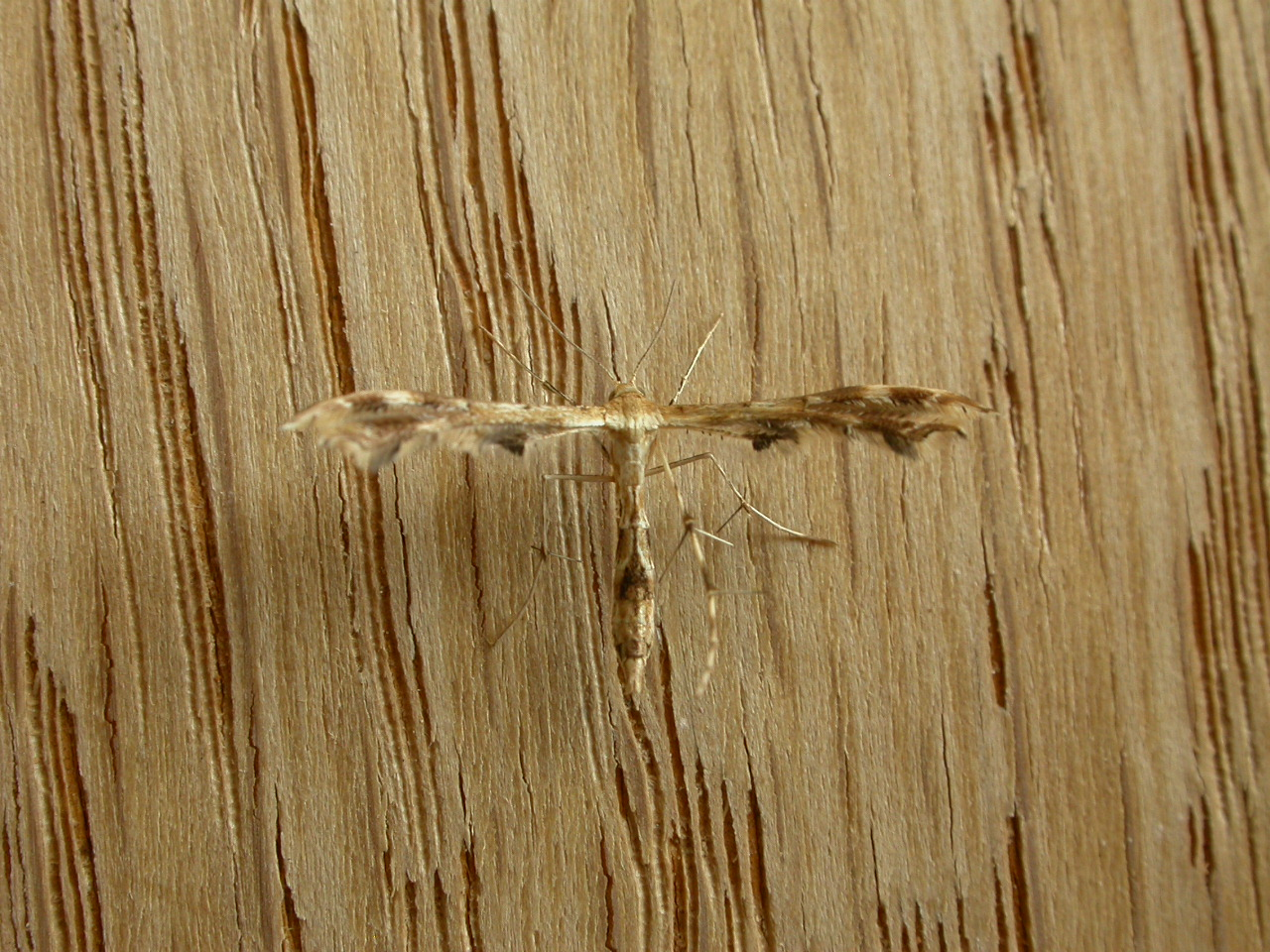
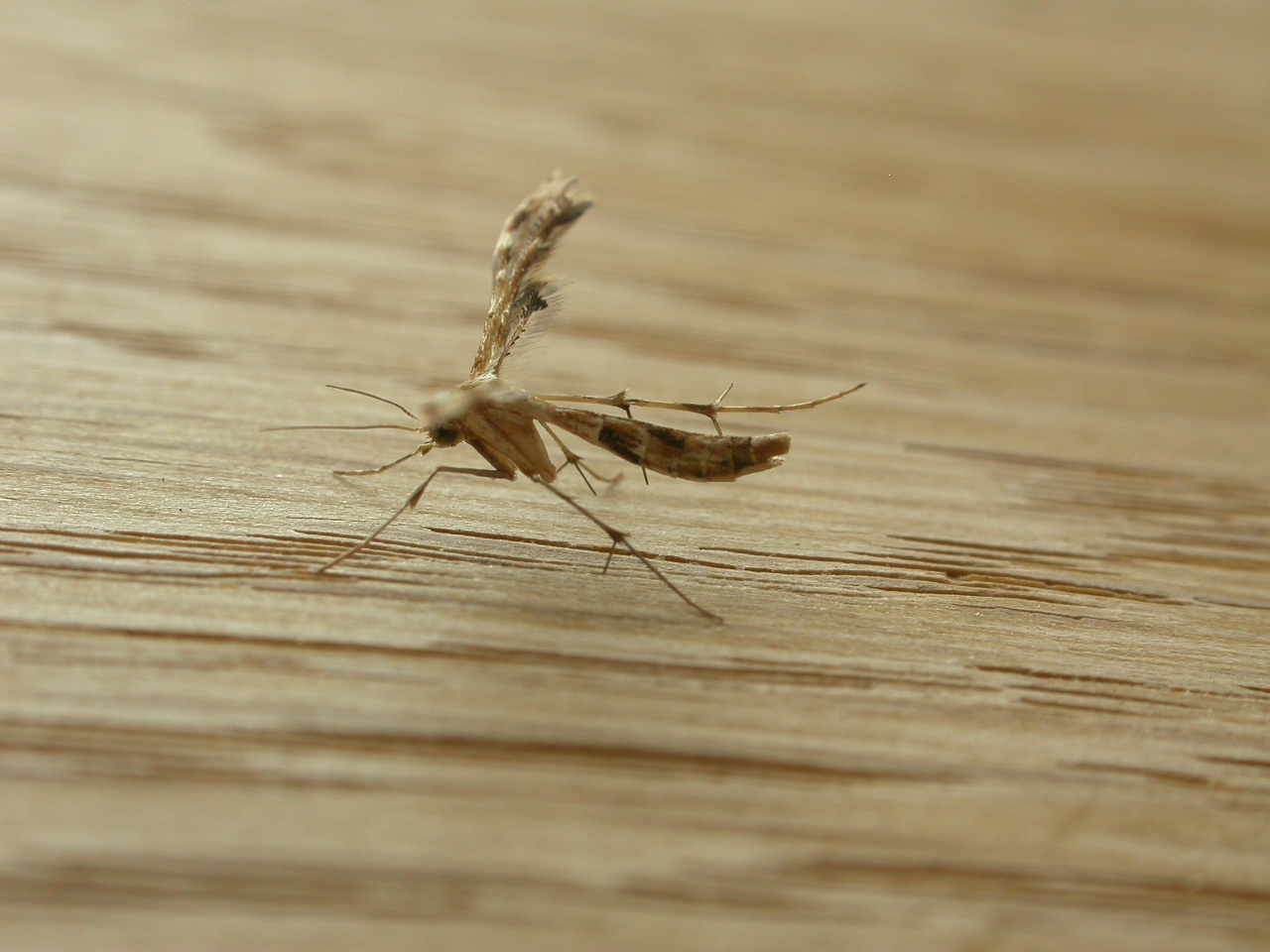
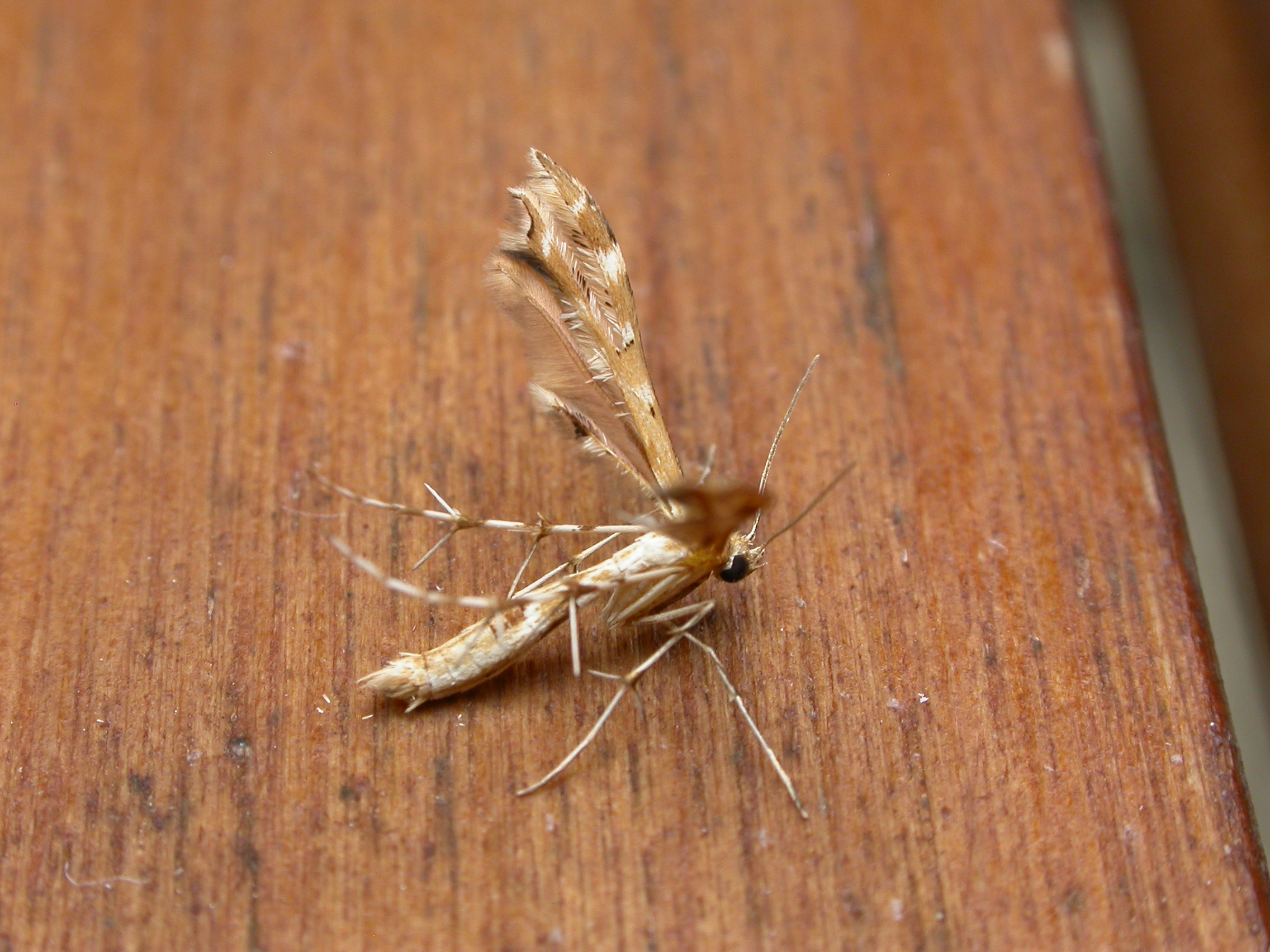
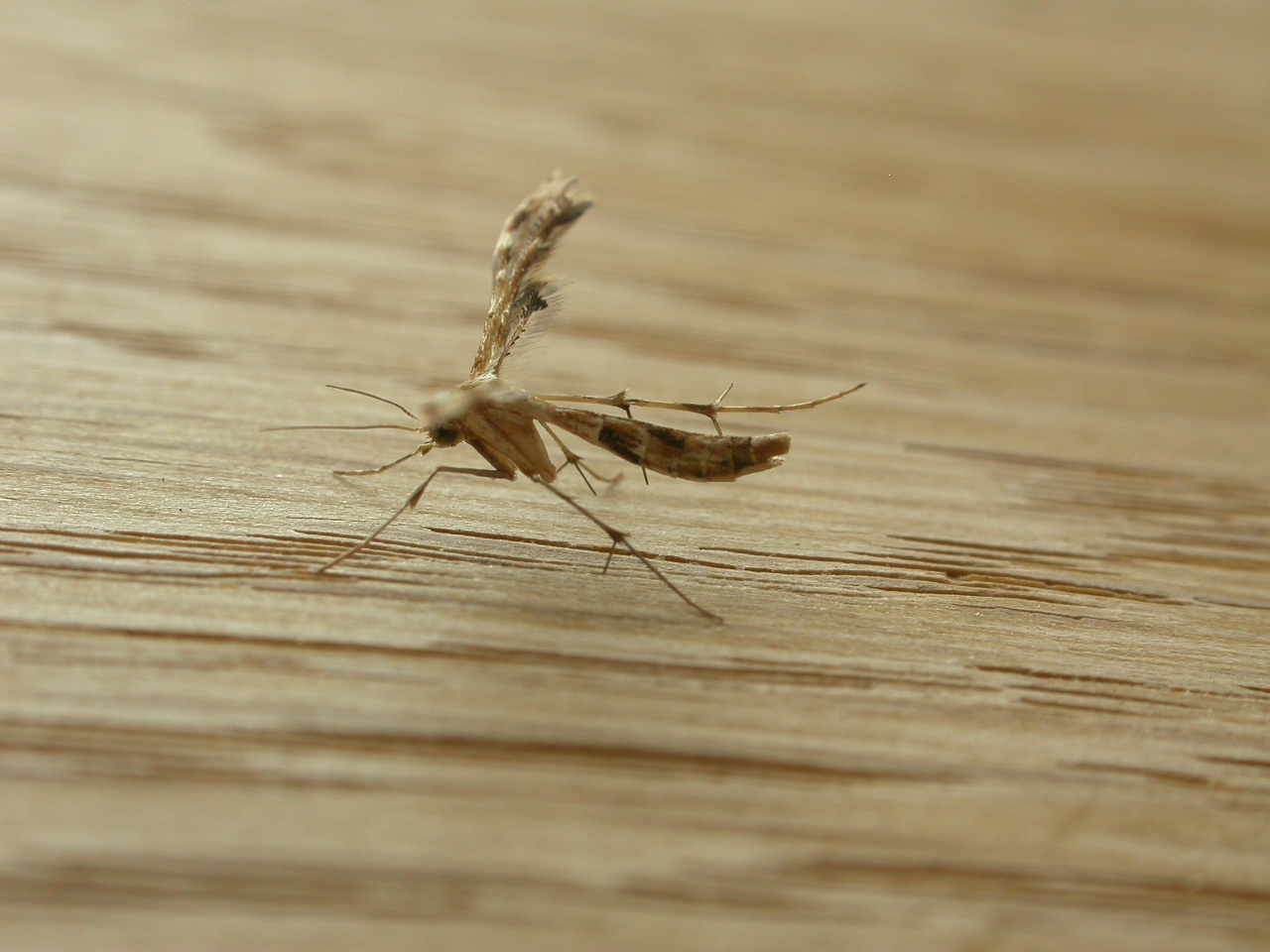